# ヷ
わ゙、ヷは、日本語の仮名の一つであり、わ, ワに濁点をつけた文字である。かつてラテン文字の va の翻字として使われた。現在は「ヴァ」を用いる。

## 歴史
v音を表すのに「ヷ」を用いるのは、福澤諭吉の発案（『福澤全集緒言』の証言による。なお「ヴ」も同様）である。1860年（万延元年）出版の『増訂華英通語』に用例が見える。

## 使用例
- レフ・トルストイの小説『セヴァストポリ物語（英語版）』の岩波文庫版（中村白葉訳）の表題は「セヷストーポリ」である。
- トマス・ホッブズの政治哲学書『リヴァイアサン』の思索社版（戸鞠雅彦訳）の表題は「リヷィアサン」である。
- アントン・チェーホフの戯曲『ワーニャ伯父さん』の河出書房版（神西清訳）の表題は「ヷーニャ伯父さん」である。
- 楽器のヴァイオリンは「ヷイオリン」となり、佐藤謙三著「ヷイオリン奏法の研究」などの使用例が見られる[3]。

## ヷに関わる諸事項
- 文字コードの MacJapanese には存在していたが JIS X 0208 には含まれていなかった。JIS X 0213 で追加された。
- 平仮名の「わ゙（わ゙）」は使われることはほぼ皆無であり、JIS X 0213やMacJapaneseなどには含まれないが、Unicodeでは合成用濁点 (U+3099) を用いてU+308F U+3099で表すことができる。